# Theo M. Landmann
Theo M. Landmann (* 10. Februar 1903 in Danzig; † 29. Mai 1978 in Osnabrück) war ein deutscher Glasmaler.

## Leben
Theo M. Landmann studierte von 1921 bis 1922 Malerei an der Technischen Hochschule Danzig bei Fritz Pfuhle. Daneben war er vier Semester Gasthörer der Fachbereiche Architektur und Kunstgeschichte. 1923 besuchte er die Staatliche Kunstschule zu Berlin und war Schüler von Georg Tappert und Philipp Franck. Aufgrund der wirtschaftlichen Lage nach dem Ende der Inflation konnte er das Studium nicht fortsetzen. Nach einem Praktikum in den Vereinigten Süddeutschen Werkstätten für Glasmalerei und Mosaik in Solln bei München bewarb er sich 1925 in der Glasmalerei G. Deppen und Söhne in Osnabrück und war dort als Glasmaler bis 1927 tätig. Von 1928 bis 1929 war er Meisterschüler bei Jan Thorn Prikker an den Kölner Werkschulen und arbeitete ab 1929 als freischaffender Künstler in Osnabrück. 1939 heiratete er die Keramikerin Ruth Kerckhoff. Durch die Kriegszeit unterbrochen, setzte er nach 1945 seine selbstständige Tätigkeit fort und war ab 1967 auch als Kunsterzieher tätig. Er starb 1978 im Alter von 75 Jahren. Seine Grabstätte befindet sich auf dem Heger Friedhof in Osnabrück.

## Werk
Theo M. Landmann entwarf 1925, im Alter von 22 Jahren, als erste größere Arbeit fünf figürliche Bleiglasfenster für die katholische Kirche St. Antonius im Ostseebad Brösen bei Danzig. Es folgten weitere Aufträge im sakralen Bereich in ganz Deutschland. Er arbeitete u. a. mit den Architekten Dominikus Böhm und Theo Burlage zusammen.
Zu seinem künstlerischen Tätigkeitsfeld gehörten in den 1920er- und 1930er-Jahren auch Entwürfe für figürliche Wandteppiche zur Ausgestaltung von Chorräumen und zahlreiche Fresken, die er teilweise selbst ausführte. Ein Großteil dieser Arbeiten wurde im Zweiten Weltkrieg zerstört.
Nach 1945 konzentrierten sich die Aufträge vermehrt im norddeutschen Raum. Theo M. Landmann entwarf Fenster für Kirchen, öffentliche Gebäude und private Auftraggeber. Er schuf sowohl figürliche Fenster als auch Symbol- und Ornamentfenster und nutzte die Techniken Bleiverglasung, Ätzglas und Betonglas.

### Arbeiten (Auswahl)
- 1925–1928: Bleiglasfenster für die katholische Kirche St. Antonius im Ostseebad Brösen bei Danzig
- nach 1925: Bleiglasfenster für die katholische Kirche in Praust bei Danzig
- 1927: Bleiglasfenster für die evangelische Kirche in Eickelborn
- 1929: Drei Bleiglasfenster für die katholische Kirche St. Bonifatius in Leipzig-Connewitz (Architekt: Theo Burlage)
- 1929–1930: Bleiglasfenster für die katholische Kirche St. Franziskus in Schöninghsdorf (Architekt: Theo Burlage)
- 1930: Bleiglasfenster für die Taufkapelle der katholischen Kirche St. Elisabeth in Birken-Honigsessen (Architekt: Dominikus Böhm)
- 1931: Vier Bleiglasfenster „Das Leben der Heiligen Elisabeth“ für die Kapelle im katholischen St. Elisabeth-Krankenhaus Leipzig
- 1956–1958: Bleiglasfenster für die katholische Kirche Hl. Familie in Rom
- 1967–1968: Betonglasfenster für die evangelisch-lutherische Kirche 
St. Thomas in Bohmte[1]
- 1971: Bleiglasfenster für die katholische Kirche St. Stephanus in Dahme (Holstein)[2]
- 1977: Bleiglasfenster für die katholische Kirche St. Bonifatius in Wittmund